# 2ª Divisione CC.NN. "Fiamme Nere"
La 2ª Divisione CC.NN. "Fiamme Nere" era una divisione italiana della Milizia Volontaria per la Sicurezza Nazionale (MVSN), che fu impiegata nella Guerra civile spagnola.

## Storia
Fu costituita nel gennaio 1937 con personale volontario, e insieme ad altre due divisioni della MVSN fu inviata a fianco delle truppe nazionalista spagnole di Franco, all'interno del Corpo Truppe Volontarie. Si trattava di una unità divisionale semi-motorizzata di oltre 6.000 uomini.
Prese parte alla conquista di Malaga e alla battaglia di Guadalajara al comando del generale Guido Coppi. Nell'aprile successivo fu unita con la 1ª Divisione CC.NN. e ridenominata "Divisione CCNN Fiamme Nere", combattendo a Santander sotto il generale Luigi Frusci.
Nell'ottobre l'unità accorpò la "Divisione CCNN XXIII Marzo" che era stata da poco costituita con il precedente "Raggruppamento XXIII Marzo", e ridenominata Divisione CCNN "XXIII Marzo Fiamme Nere". Nel marzo 1938 prese parte alla vittoriosa offensiva in Aragona. Nell'ottobre furono rimpatriati i militari con 18 mesi di servizio e fu quindi smobilitata, non prendendo parte agli ultimi mesi di guerra.